# TINA (slogan)

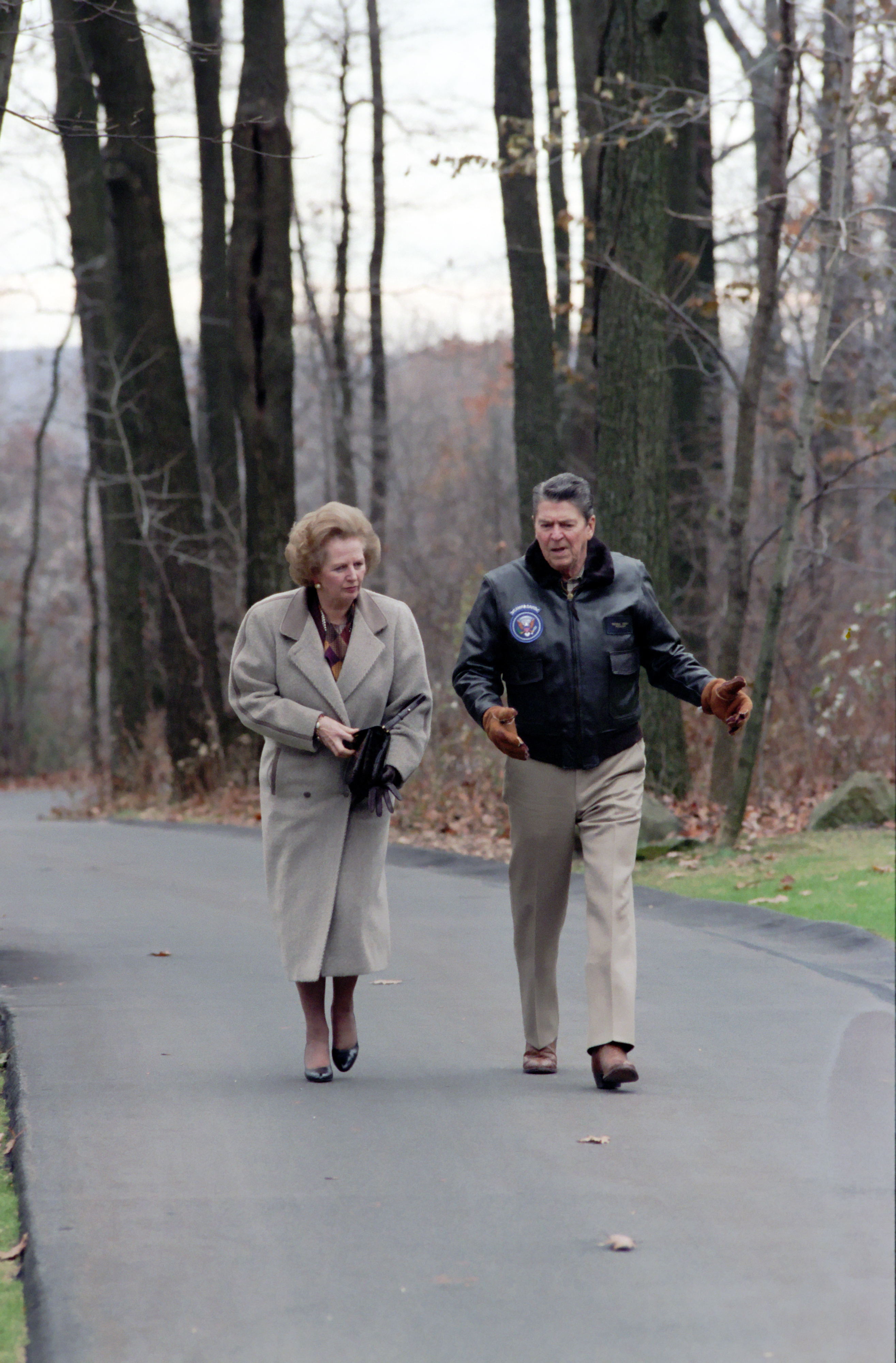
Thatcher i Reagan, 1986

TINA – akronim sloganu There is no alternative (z ang. „nie ma alternatywy”), który był używany przez Margaret Thatcher, byłą premier Wielkiej Brytanii. 
Slogan ten odnosi się do poglądu, że globalizacja ma opierać się na wolnym rynku i wolnym handlu, gdyż nie istnieje żadna alternatywa dla globalnego kapitalizmu. Zdobył on popularność wśród zwolenników neoliberalnego modelu globalizacji. Za głównego, obok Margaret Thatcher, przedstawiciela TINy w polityce uważany jest były prezydent Stanów Zjednoczonych Ronald Reagan.
Alterglobaliści uważają natomiast, że rzekomy brak alternatywy to chwyt retoryczny, mający na celu wyciszenie dyskusji nad kształtem globalizacji. Został ukuty opozycyjny wobec TINA slogan TATA! (There are thousands of alternatives!, z ang. „istnieją tysiące możliwości”), który nawiązuje z kolei do popularnego hasła alterglobalistów another world is possible („możliwy jest inny świat”). Zwracano również uwagę na konflikt między nieograniczoną globalizacją ekonomiczną (rzekomą TINą), demokracją, a możliwością kierowania gospodarką na poziomie pojedynczych państw – tzw. paradoks globalizacji.